# Liste der Naturdenkmale in Rommersheim
Die Liste der Naturdenkmale in Rommersheim nennt die im Gemeindegebiet von Rommersheim ausgewiesenen Naturdenkmale (Stand 13. April 2024).

## Naturdenkmale
| Nr.         | Bezeichnung           | Lage                        | Beschreibung        | Bild                                    |
| ----------- | --------------------- | --------------------------- | ------------------- | --------------------------------------- |
| ND-7232-527 | Bergahorn an der B 51 | Hauptstraße, bei Nr. 1 Lage | Acer pseudoplatanus | Direkt Bild zu diesem Denkmal hochladen |